# Klaus Iserlohe
Klaus Iserlohe (* 20. September 1928 in Wermelskirchen; † 9. März 2011 in Mönchengladbach) war ein deutscher Bildhauer auf dem Gebiet Christliche Kunst.

## Leben und Wirken
Klaus Iserlohe, Sohn eines Mützenmachers, erhielt in jungen Jahren Privatunterricht in Zeichnen und Malen und besuchte zeitweise eine Schnitzschule in Österreich. Nach seiner Schulzeit studierte er ab 1949 Bildhauerei bei Josef Henselmann an der Akademie der bildenden Künste München. Um sein Tätigkeitsspektrum zu erweitern und seine Techniken zu verfeinern, unternahm Iserlohe in dieser Zeit auch mehrere Studienreisen. 
In Schweden regten ihn die dortigen Lichtverhältnisse zum Malen an. Bei einer Studienreise in den Jahren 1952/53 nach Rom verschaffte er sich Eindrücke von Maß und Formen zahlreicher mittelalterlicher und antiker Monumente und von sakraler Kunst. Hier erwarb er sich hier auch die für seine Arbeit notwendigen Kenntnisse in der Anatomie. In den Jahren 1953/1954 praktizierte Iserlohe an der Kölner Dombauhütte. Dann kehrte er nach München zurück und beendete dort 1958 sein Studium mit der Abschlussprüfung.
Im Anschluss daran berief ihn der Aachener Dombaumeister Leo Hugot an die Aachener Dombauhütte, wo er mit selbstständigen Bildhauerarbeiten betraut wurde. Nach Abschluss dieser Arbeiten 1960 blieb Iserlohe als freischaffender Künstler in Aachen; er richtete sich später zusätzlich ein Haus in Mönchengladbach ein. 
Iserlohe schuf in den folgenden mehr als vierzig Jahren eine große Anzahl an Kunstobjekten für zahlreiche Kirchen und kirchliche Einrichtungen in ganz Nordrhein-Westfalen und darüber hinaus. Eine fortschreitende Erkrankung zwang ihn dazu, sein Aachener Atelier aufzugeben. Am 9. März 2011 starb er an den Folgen dieser Erkrankung; er wurde auf dem Aachener Westfriedhof beigesetzt. Iserlohe war verheiratet mit Marlies, geborene Andre, mit der er drei Kinder hatte.
Während seiner Schaffensjahre verzichtete der zurückgezogen lebende Künstler auf werbewirksame Ausstellungen und baute auch keine Beziehungen zu entsprechenden Galerien auf, wodurch er in der Literatur der zeitgenössischen Kunst bisher keine Erwähnung fand. Er vertraute ausschließlich auf die Ausdruckskraft und damit auf eine eigendynamische Wirkung seiner Kunstwerke, die er meist noch nicht einmal mit seinem Namenszug signierte. Auf einer einzigen Ausstellung im Jahr 2010 im Mönchengladbacher Münster mit dem Titel „Erdenmutter und Himmelsfrau und Stationen im Leben Christi“ wurde ein Querschnitt seiner Gesamtwerke dargeboten.
Iserlohes Vorliebe lag bei der Arbeit mit harten und beständigen Materialien wie beispielsweise heimischem Blaustein oder auch dem Holz der Wenge. Die daraus entstandenen und zwischen Skulptur und Architektur einzuordnenden Kunstobjekte stehen in einem Spannungsverhältnis von Raum und Körper und sind dabei mehr von einer flächigen Aspektive und weniger von einer räumlichen Perspektive geprägt.

## Werke (Auswahl)
- Altar (1962), Ambo (1966) und begehbarer Taufbrunnen (1968) in St. Foillan in Aachen
- Relief Heimsuchung im Priesterseminar Aachen, 1970
- Altarrelief in der Klosterkirche des Klosters Neuwerk in Mönchengladbach-Neuwerk, 1974
- Altar in St. Anna, Mönchengladbach Windberg, 1975
- Opfertisch in St. Josef, in Eupen, 1976
- Tabernakelwand Schöpfung und Erlösung im Jugendbildungszentrum der St.-Altfrid-Kirche in Essen-Kettwig, 1981
- Kreuzweg in St. Lambertus in Dremmen, 1981
- Altar, Tabernakel, Kreuzgruppe für St. Katharina in Oberhausen-Lirich, 1982
- Reliefs im Eingangsbereich und in den Innenräumen der Heilig-Kreuz-Kirche in Gladbeck, 1984
- Theresiensäule in St. Theresia in Hamm-Heessen, 1985
- Altar in der Heilig-Kreuz-Kirche in Aachen, 1987
- Mehrere Kirchenfenster in St. Josef in Imgenbroich, 1990
- Ambo im Chorraum von St. Jakob in Aachen, 1993
- Taufbecken, Mensa, Antependium und Kreuz in St. Lambertus Erkelenz, 1999/2000
- Fünf Engel am Hauptportal des Kölner Domes,
- Grabplatten für die Bischöfe Klaus Hemmerle und Johannes Pohlschneider in Aachen
- Statuen Benedikt von Aniane und Wibald von Stablo am Aachener Rathaus,
- Altar und Lucialeuchter in St. Lucia, Broichweiden
- Ambo in St. Georg (Wassenberg)

Publikation
- mit Georg Scherer: Bilder und Zeichen: Die Sakramentskapelle der Wolfsburg. Ludgerus-Verlag, Essen.